# كريس هوغن (لاعب كرة قدم أمريكية)
كريس هوغن (بالإنجليزية: Chris Hogan)‏ هو لاعب كرة قدم أمريكية أمريكي، ولد في 24 أكتوبر 1988 في ويكوف ‏ في الولايات المتحدة.

## وصلات خارجية
- الموقع الرسمي
- كريس هوغن على موقع إي إس بي إن.كوم (أن.أف.أل)3
- كريس هوغن على موقع مرجع كرة القدم المحترفة.كوم (الإنجليزية)